# Purullena
Purullena és un petit municipi prop de Guadix, en el vessant nord de Sierra Nevada. El terme municipal és travessat pels rius Alhama i Fardes. La població del municipi es troba repartida entre dos nuclis: el cap de municipi, amb el 84% del total municipal i l'assentament secundari d'El Bejarín.